# Entrepôts de réfrigération d'Arafune et d'Azumaya
 (mai 2020).
Si vous disposez d'ouvrages ou d'articles de référence ou si vous connaissez des sites web de qualité traitant du thème abordé ici, merci de compléter l'article en donnant les références utiles à sa vérifiabilité et en les liant à la section « Notes et références ».
 (mai 2020).
Les vestiges des entrepôts de réfrigération d'Arafune et d'Azumaya (荒船・東谷風穴蚕種貯蔵所跡, Arafune・Azumaya fūketsu sanshi chozō ato) sont enregistrés comme « lieu patrimonial national ». Les entrepôts de réfrigération d'Arafune sont situés dans la ville de Shimonita et les entrepôts de réfrigération d'Azumaya dans la ville de Nakanojō dans le département de Gunma. À partir de la fin de l'ère Meij et durant l'ère Taishō, des entrepôts de réfrigération pour les graines de vers à soie sont construits sur les pentes de montagnes d'où émane un vent froid. Parmi eux, les entrepôts de réfrigération d'Arafune étaient les plus grands en capacité de stockage, suivis dans le département par les entrepôts de réfrigération d'Azumaya. Les entrepôts de réfrigération d'Arafune sont inscrits au patrimoine mondial de l'UNESCO sous la dénomination « Filature de soie de Tomioka et sites associés ». Les entrepôts de réfrigération d'Arafune et d'Azumaya sont les premiers entrepôts naturels de stockage de cocons enregistrés comme « site historique national ».   

## Les entrepôts de réfrigération à graines de vers à soie
| Département | Nbre d'entrepôts |
| ----------- | ---------------- |
| Nagano      | 112              |
| Yamanashi   | 20               |
| Gifu        | 16               |
| Yamagata    | 12               |
| Nagasaki    | 11               |
| Gunma       | 7                |

À la fin de l'ère Edo après l'ouverture des ports, la soie grège et les graines de vers à soie deviennent des produits d'exportation majeurs du Japon et la demande en cocons, matière première de l'industrie soyeuse qui se développe fortement durant l'ère Meiji, monte en flèche. Cependant, les vers à soie éclosant majoritairement au printemps, il devient nécessaire de retarder leur éclosion afin de pouvoir augmenter le nombre de vers à soie élevés en été et en automne. Les entrepôts de réfrigération naturels furent utilisés à cet effet.
Depuis l'ère Edo, les excavations d'où s'échappe un vent froid servaient de lieu de stockage des tsukemono (légumes en saumure japonais).  En mai 1895, Kisaburō Maeda (前田喜三郎), vivant dans l'actuel département de Nagano, est le premier au Japon à utiliser ces excavations pour le stockage de graines de vers à soie. En effet, l'augmentation graduelle de la chaleur faisant éclore les graines, le maintien d'une température basse dans ces excavations permettait de les conserver sous forme de graine. Les graines non-vendues au port de Yokohama (port international proche de Tokyo) étaient également stockées dans les entrepôts de réfrigération. En 1910, parmi les 240 entrepôts de réfrigération que compte le pays, 112 sont localisés dans le département de Nagano. Suivant l'augmentation du nombre d'entrepôts de réfrigération à graines de vers à soie, des mesures sont prises par le gouvernement pour réglementer l'industrie de la soie (1911) et donner entre autres le pouvoir aux territoires dans le contrôle de l'établissement de nouveaux entrepôts de réfrigération à graines de vers à soie.
Dans le département de Gunma, un entrepôt est construit en 1871, mais les résultats n'étant pas satisfaisants, les entrepôts disparaissent jusqu'au début des années 1900, avant que les entrepôts de réfrigération d'Arafune découverts en 1893 ne deviennent les plus grands entrepôts du pays. 

## Les entrepôts de réfrigération d'Arafune

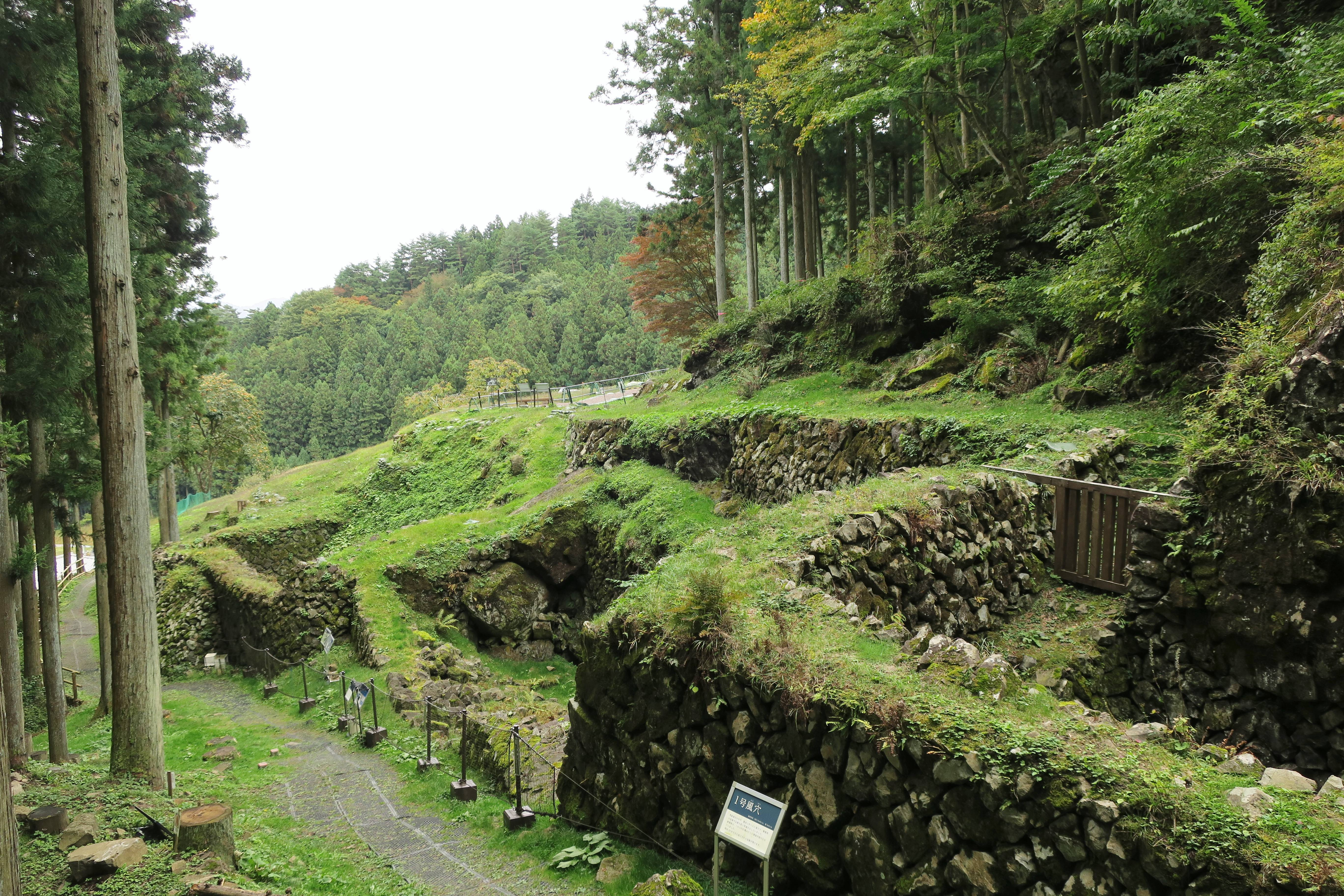
Entrepôts de réfrigération d'Arafune

Les vestiges des entrepôts de réfrigération d'Arafune sont situés à 840m d'altitude à environ 16km au sud du centre de la ville de Shimonita dans le département de Gunma. Ils ont été construits par Seitarō Niwaya (庭屋静太郎) et son fils Senju Niwaya (庭屋千壽). 
Seitarō Niwaya, ancien maire de son village et membre de l'assemblée départementale de Gunma, endosse en 1893 le poste de directeur général de la nouvelle entreprise séricicole de Shimonita, fondée par le syndicat des travailleurs de l'industrie textile de Shimonita lors de leur séparation avec l'entreprise séricicole de Kanra. Son fils, Senju Niwaya, diplômé de l'école de sériciculture Takayama-sha, où il avait étudié entre autres les entrepôts de réfrigération de Nagano, mène des recherches aux alentours de son domicile et remarque la présence d'excavations par lesquelles s'échappe de l'air froid. Il étudie le terrain dans le but d'y faire construire des entrepôts de réfrigération à graines de vers à soie.
En 1903, les entrepôts de réfrigération d'Haruna, premiers véritables entrepôts de réfrigération du département de Gunma, sont construits. Deux ans plus tard, le premier entrepôt d'Arafune voit le jour. Le deuxième entrepôt est achevé en 1908 et le troisième en 1913. Pour leur construction, Seitarou Niwaya demande conseil à de nombreux spécialistes dont le directeur de l'Institut Impérial de Sériciculture de Tokyo, Iwajirō Honda, et le directeur de l'école de sériciculture Takayama-sha, Kikujirō Machida. Chaque entrepôt est divisé en 3 étages (grenier, premier sous-sol, deuxième sous-sol) au-dessus d'un assemblage de pierres faisant circuler le vent froid sortant des excavations vers les entrepôts. Les trois étages permettent de séparer les graines de printemps, d'été et d'automne de sorte qu'après chaque expédition de marchandises, les graines soient montées à l'étage supérieur. Ainsi les graines s'acclimatent naturellement à la température et à l'humidité extérieure.  
| (1 ken ≈ 182cm) | Largeur （en ken (間)） | Longueur （en ken (間)） | Hauteur （en ken (間)） |
| --------------- | ----------------------- | ------------------------ | ----------------------- |
| Entrepôt Nº1    | 7                       | 3.5                      | 2.5                     |
| Entrepôt Nº2    | 11.5                    | 3.5                      | 2.5                     |
| Entrepôt Nº3    | 8                       | 3.5                      | 2.5                     |

Les entrepôts de réfrigération d'Arafune sont imposants par leurs dimensions. Avant la construction du troisième entrepôt, en 1909, le site a une capacité de stockage de 1 100 000 cartons de ponte (種紙, tanegami), contre 100 000 cartons pour les entrepôts d'Haruna, 2ème plus grands entrepôts dans le département après ceux d'Arafune. Selon une étude de 1905 dans le département de Nagano, département qui comptait le plus d'entrepôts de réfrigération dans le pays, les entrepôts de Konami-mura (湖南村) conservaient à eux seuls environ 420 000 cartons de ponte. En 1909, le nombre d'entrepôts dans le département est de 112 pour un total d'environ 1 874 000 cartons de ponte.  
En 1912, les entrepôts de réfrigération d'Arafune entreposent des graines de sériciculteurs de 34 départements. À une époque, ils reçoivent également des graines en provenance de la Péninsule de Corée. Pour gérer les entrepôts, Seitarō Niwaya crée l'entreprise de gestion Shunshūkan (春秋館). Le nom de l'entreprise est choisi dans l'espoir que les vers d'automne (shū), habituellement dénigrés pour être de moins bonne qualité, soient reconnus au niveau de qualité des vers de printemps (shun). L'entreprise Shunshūkan ne s'arrête pas à la seule gestion des entrepôts, elle s'implique également dans l'amélioration et la vente de graines, ainsi que dans la création d'annexes de l'école de sériciculture Tayakama-sha.
L'entreprise Shunshūkan ayant pour siège sa propre maison, à quelques kilomètres des entrepôts, Seitarō Niwaya fait établir une ligne téléphonique privée à ses frais afin de faciliter la communication entre les deux lieux. Pour ce qui est de l'export et de l'import des marchandises, celles-ci arrivaient à la gare de Shimonita par la ligne Ueno Tetsudō (上野鉄道), aujourd'hui Joshin Dentetsu (上信電鉄), puis été transportées jusqu'à l'entreprise en voiture, et finalement jusqu'aux entrepôts d'Arafune en charrette.  
Les entrepôts de réfrigération d'Arafune ont ainsi prospéré comme les premiers entrepôts du Japon avant que de nouvelles techniques de grainage industriel soient découvertes et que l'utilisation de réfrigérateurs à glace ne fasse tomber les entrepôts de réfrigération naturelle en désuétude au début de l'ère Showa.
Dans les années 1950, les parties supérieures des entrepôts disparaissent pour ne laisser aujourd'hui que les fondations en brique. Pour des raisons de conservation, une proposition de construction d'un toit a été faite mais le projet est en suspens après une recommandation de l'ICOMOS de mûrir la réflexion. 

## Les entrepôts de réfrigération d'Azumaya
Les entrepôts de réfrigération d'Azumaya dans le département de Gunma, sont situés à 680m d'altitude à 6km au nord-est du centre de la ville de Nakanojō. On les connaît également sous les noms d'entrepôts Agatsuma (吾妻風穴) et d'entrepôts Tochikubo (栃窪風穴), le dernier étant son appellation après la guerre. Tout comme le site d'Arafune, si les fondations des entrepôts numéro 1 et 2 existent toujours, le toit n'a pas résisté à l'épreuve du temps. 
Les entrepôts d'Azumaya sont construits en 1906 par Okugi Sengorō (奥木仙五郎) et le stockage de graines commence dès l'année suivante. Deux ans plus tard, seuls 4000 cartons de ponte y sont conservés, mais le site devient vite le deuxième du département avec 100 000 cartons de pontes stockés. Contrairement aux entrepôts d'Arafune qui se développaient au niveau national, les entrepôts d'Azumaya commerçaient essentiellement dans le district d'Agatsuma, mais en comparaison avec d'autres entrepôts régionaux, ils étaient de taille importante rivalisant avec les entrepôts d'importance nationale. 

## L'Unesco et les politiques de protection du patrimoine
En 2006, le département de Gunma établit une proposition d'inscription au patrimoine mondial de l'UNESCO intitulée « Filature de soie de Tomioka et sites associés - Les origines de la révolution industrielle japonaise » comprenant 8 villes et villages, qu'il envoie au ministère de la culture. Parmi les patrimoines retenus figurent les entrepôts de réfrigération d'Arafune et d'Azumaya. 
Pour faire l'objet d'une recommandation au patrimoine mondial de l'UNESCO, un bien doit être protégé au niveau national par une loi ou une ordonnance. En 2006, aucun des deux entrepôts de réfrigération n'est désigné comme bien culturel. Il faut attendre le 2 février 2010, pour qu'ils soient désignés « lieux patrimoniaux nationaux » sous le nom « Vestiges des entrepôts de réfrigération à graines de vers à soie d'Arafune et Azumaya » pour la raison suivante : « Les entrepôts d'Arafune étaient les plus grands entrepôts du Japon avec une portée commerciale à l'échelle nationale, et les entrepôts d'Azumaya étaient de taille importante au niveau régional. Ils sont tous deux des biens précieux à la compréhension du développement de la sériciculture moderne et de l'industrie textile dans le département de Gunma ». 
Par la suite, pour des raisons de ressemblance entre les deux sites et de cohérence entre les biens, les entrepôts d'Azumaya ont été retirés du dossier d'inscription. 
Les seuls entrepôts d'Arafune, la Filature de soie de Tomioka, l'ancienne magnanerie de Tajima Yahei et l'école de sériciculture Takayama-sha sont finalement présentés comme sites associés dans le dossier d'inscription officiel. Deux raisons participent au choix des entrepôts d'Arafune.Tout comme l'ancienne magnanerie de Tajima Yahei et l'école de sériciculture Takayama-sha, les entrepôts d'Arafune ont contribué au développement et à la diffusion d'une espèce de vers à soie d'excellence, mais ils sont également, par leur envergure, un représentant fort des entrepôts de tout le pays qui ont rendu la récolte de vers à soie possible plusieurs fois dans l'année. L'ICOMOS a émis quelques réserves quant à l'intégrité et l'authenticité des vestiges des entrepôts, mais a remis une évaluation globale satisfaisante du site, conduisant à l'inscription de l'ensemble lors de la 38ème session du comité du patrimoine mondial de l'UNESCO.

## Tourisme

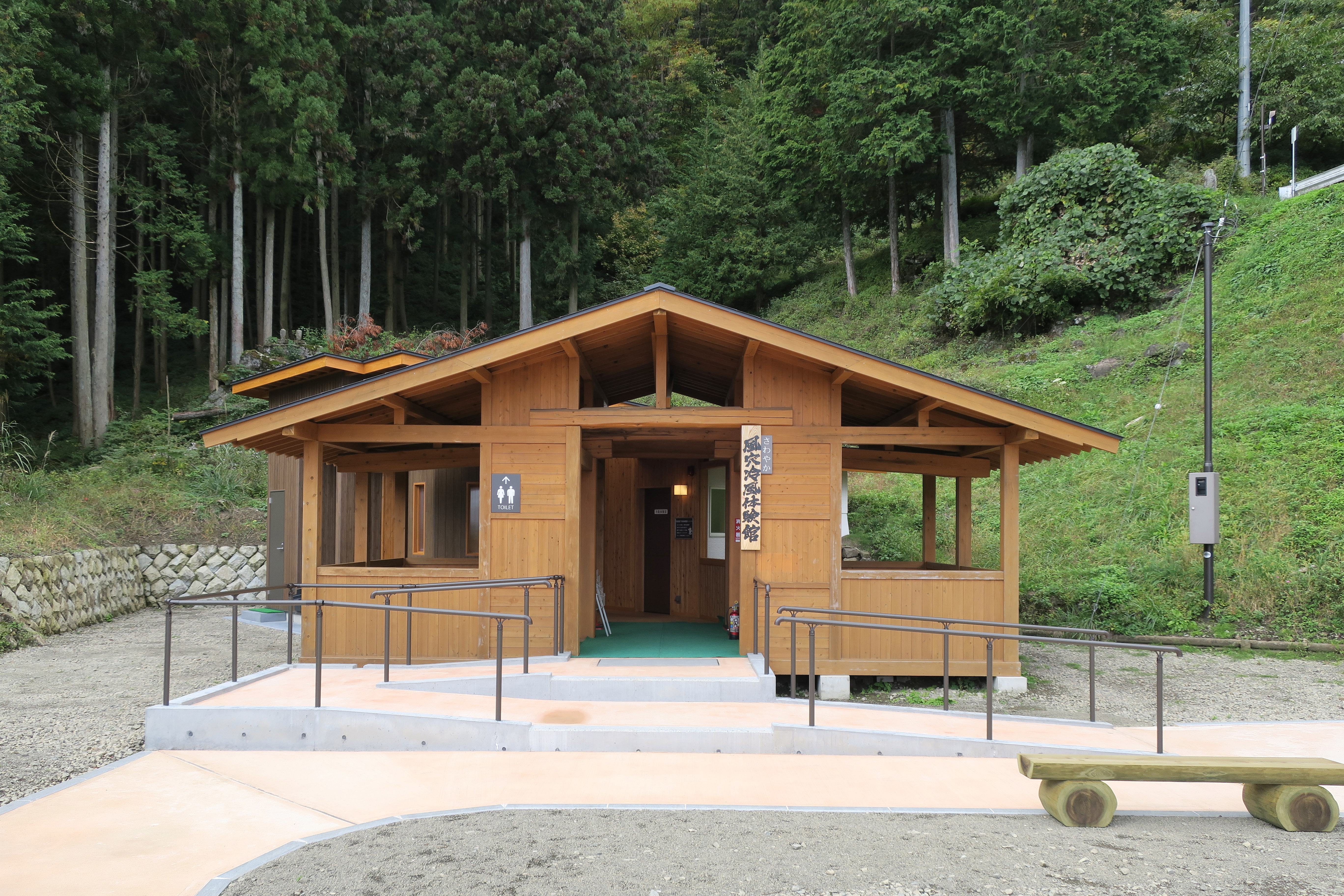
Cabane construite en 2018 permettant de sentir l'air froid sortant d'entre les rochers de la montagne.

Il faut compter 30 minutes en taxi à partir de la gare de Shimonita, gare la plus proche du site sur la ligne Joshin Dentetsu. En voiture, il faut compter 30km à partir de la sortie Shimonita sur l'autoroute Joshinetsu. Les entrepôts étant situés dans la montagne, la mairie de Shimonita conseille de se vêtir en conséquence, et met en garde les visiteurs contre les ours, les serpents et une couverture téléphonique faible rendant les appels difficiles. 
Les entrepôts d'Azumaya ne sont pas aménagés pour l'accueil des touristes.  